# Sgt. Pepper’s Lonely Hearts Club Band (dal)
A Sgt. Pepper's Lonely Hearts Club Band az első dal a Beatles 1967-ben megjelent Sgt. Pepper's Lonely Hearts Club Band című albumáról. A szerzői John Lennon és Paul McCartney voltak.  A dal kétszer jelenik meg az albumon: először a lemez nyitó számaként a With a Little Help from My Friends című dallal, majd Sgt. Pepper Lonely Hearts Club Band (Reprise) néven, az utolsó előtti számként.

## Közreműködött
- Paul McCartney – ének, basszusgitár, gitár
- John Lennon – háttérvokál, ritmusgitár
- George Harrison – háttérvokál, gitár, ritmusgitár
- Ringo Starr – dob
- George Martin – orgona
- Neill Sanders – francia kürt
- James W. Buck – francia kürt
- Tony Randell – francia kürt
- John Burden – francia kürt

### Sgt. Pepper's Lonely Hearts Club Band (Reprise)
- Paul McCartney – ének, basszusgitár, hammond orgona
- John Lennon – ének, ritmusgitár
- George Harrison – ének, gitár
- Ringo Starr – ének, dob, csörgődob, maracas